# Las Chinamas
Las Chinamas es un cantón ubicado en el departamento de Ahuachapán, El Salvador. Se encuentra ubicado a 109 kilómetros de la capital San Salvador.
Originalmente Las Chinamas era una hacienda con el nombre de San Miguel, su nombre se debe a que en aquel tiempo los viajantes se detenían a descansar en dicha hacienda y en los puntos de descanso construían unas ramadas de palma, las cuales ellos mismos les llamaban Chinamas.
En este pueblo se celebran sus fiestas patronales en el mes de marzo, el día 19 que es en honor a san José Patriarca; en Las Chinamas. En ellas no faltan las ruedas mecánicas, la venta de dulces típicos, actividades deportivas, el famoso correo donde participa mucha gente disfrazándose de la manera más ocurrente que pueda imaginarse, bailes, quema de pólvora y por supuesto actividades religiosas. Con el paso del tiempo las carrozas en que desfilan por la localidad las reinas, han ido evolucionando, ya que según algunas personas lo han manifestado, la primera reina desfiló en una carreta; todo lo contrario a los tiempos modernos.
Posee algunas atracciones turísticas como lo son el Río Paz, que es límite entre los países El Salvador y Guatemala, posee la frontera más transitada por los turistas la cual lleva su nombre "Las Chinamas". Encontramos unas cascadas en el río Pueblo Viejo que es un atractivo para los turistas.